# TT2

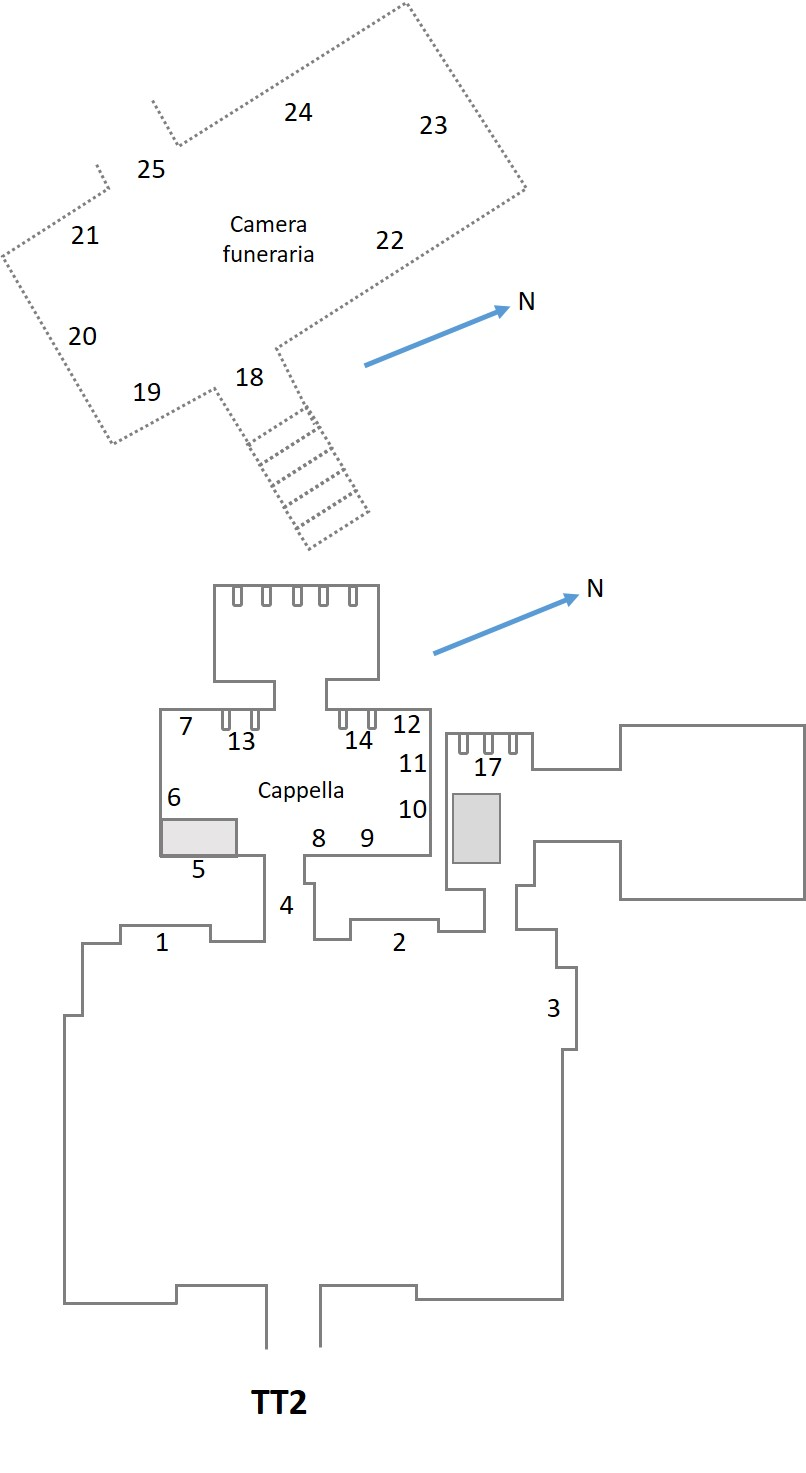
Sơ đồ lăng mộ TT2

TT2 là một lăng mộ nằm ở Deir el-Medina, thuộc khu vực bờ tây của sông Nile. Đây là nơi chôn cất của Khabekhnet, một nghệ nhân sống vào thời kỳ đầu của Vương triều thứ 19 trong lịch sử Ai Cập cổ đại. Khabekhnet là con trai của nghệ nhân Sennedjem, chủ nhân của lăng mộ TT1.

## Trang trí
Nhiều tấm bia được tìm thấy trong sân của TT2. Những cảnh trên các tấm bia mô tả Khabekhnet cùng cha Sennedjem và gia đình quỳ trước các vị thần Ra, Horus và Satis. Những văn tự khắc trên bia là những bài ca tụng thần Ra. Một tấm bia khác mô tả ông cùng vợ là Sahte quỳ trước pharaon Ahmose I và vương hậu Ahmose-Nefertari.
Trong đại sảnh, những phù điêu của gia đình Khabekhnet dâng lễ các vị thần cùng những cảnh tang lễ được khắc đầy trên tường. Khonsu và vợ, một người anh em với Khabekhnet, cũng xuất hiện trên các phù điêu. Trong số các bức phù điêu này có một cảnh Khabekhnet đang dâng lễ vật lên các vị tiên vương, hậu phi, hoàng tử và công chúa, hiện đang ở Bảo tàng Ai Cập Berlin (1625).
Phòng mộ cũng được trang trí bởi các phù điêu, nhưng không tìm thấy cỗ quan tài nào. Tên của những người con trai và con gái của Khabekhnet được tìm thấy trên các bức tường. Nhiều tượng shabti và bình canopic đề tên Khabekhnet được tìm thấy bên lăng mộ TT1 của cha và mẹ ông.

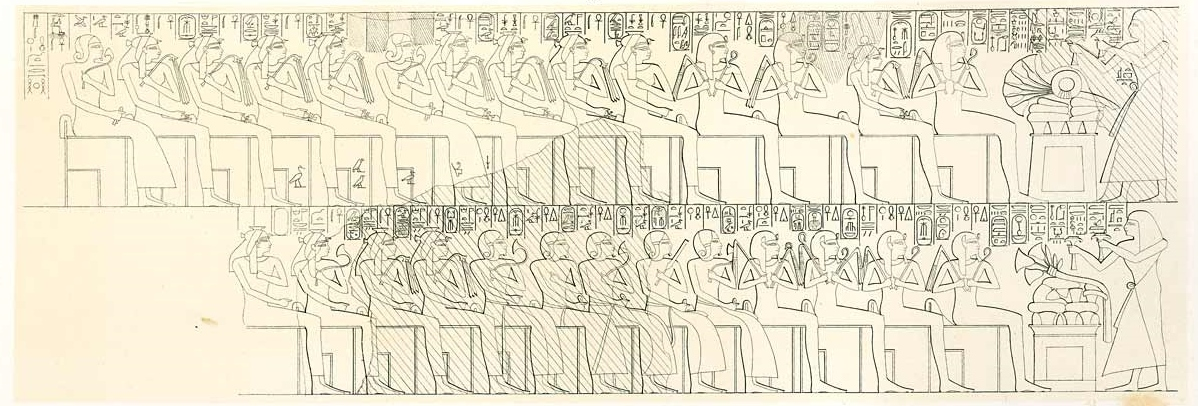
Phù điêu tại Bảo tàng Ai Cập Berlin (1625)
Hàng trên (từ phải sang trái): Amenhotep I (Djeserkare), Ahmose-Nefertari, Seqenenre Tao, Ahhotep I, Ahmose-Meritamun, công chúa Taireres, thái hậu Kaesmut, Sitamun, một hoàng tử mất tên, một phụ nữ hoàng gia mất tên, Ahmose-Henuttamehu, vương hậu Tures, vương hậu Ahmose, Ahmose-Sapair
Hàng dưới (từ phải sang trái): Mentuhotep II, Ahmose I, vua Sekhentnebre, Kamose, hoàng tử Binpu (con của Ahmose I), Wadjmose, hoàng tử Ramose (con của Ahmose I), hoàng tử Nebenkhurru (?), Ahmose-ankh, vương hậu tên Kamose, vương hậu Sit-ir-bau, vương hậu Ta-khered-qa, vương hậu mất tên

## Hình ảnh

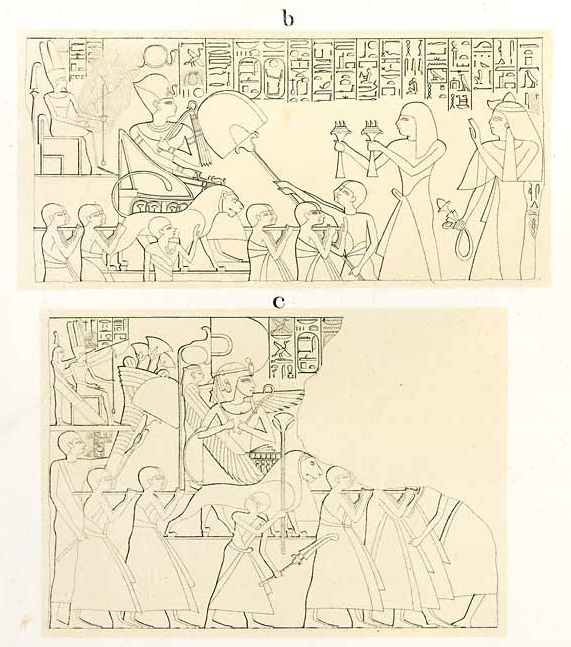
Một cảnh phù điêu trên tường mộ TT2. Khabekhnet đứng trước Amenhotep I
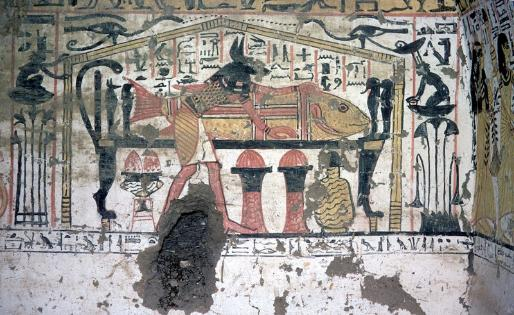
Một cảnh phù điêu trên tường mộ TT2. Xác ướp của Khabekhnet dưới hình dạng một con cá